# Rolando Barrera
Rolando Barrera (Villa Hernandarias, província d'Entre Ríos, Argentina, 18 d'octubre de 1960) és un exfutbolista argentí, que jugava a la posició de davanter.